# Csót
Csót è un comune dell'Ungheria di 1.118 abitanti (dati 2001). È situato nella contea di Veszprém.